# آدنومیوز
آدنومیوز (انگلیسی: Adenomyosis) یا «عارضه نفوذ آستر رحم به ماهیچه» یکی از علت‌های خونریزی غیرطبیعی در بانوان است.
در این بیماری آستر رحم (آندومتر) که لایه پوشاننده داخلی رحم است، به داخل ماهیچه رحم (میومتر) نفوذ می‌کند و باعث درد و خونریزی شدید ماهیانه می‌شود.
آدنومیوز یک بیماری خوش‌خیم رحم است که در آن دهانه رحم (استروما) و غدد آستری در داخل ماهیچه زهدان یافت می‌شوند. این تهاجم، سبب القای هیپرتروفی (بزرگ شدن) و هیپرپلازی (افزایش) ماهیچه رحم می‌شود و رحم را به‌طور منتشر بزرگ می‌کند. به‌طور کلی چنین برآورد می‌شود که ۲۰٪ زنان مبتلا به آدنومیوز هستند. آدنومیوز با به دنیا آوردن نوزاد در ارتباط است. چنین برآورد شده‌است که حداقل ۸۰٪ زنان مبتلا به این اختلال، افرادی با زایمان‌های قبلی هستند. آدنومیوز بیشتر از همه در زنان ۵۰ _ ۴۰ ساله سبب به وجود آمدن علایم می‌شود.
در افراد جوان و افرادی که تمایل به بارداری دارند از درمان‌های هورمونی برای این بیماری استفاده می‌شود.